# Démbeni
Démbeni este un oraș în Comore, în  insula autonomă Grande Comore. În 2012 avea o populație de 4723, iar la recensământul din 1991 avea 3110 locuitori.